# Die entsprungene Insel
Die entsprungene Insel ist eine Operette in drei Akten, welche von Eduard Erdmann komponiert und von Gustav Specht verfasst wurde. Zusammen mit dem Maler Hans Holtorf arbeiteten die beiden von 1924 bis 1927 an dem bisher noch unaufgeführten Stück.

## Handlung

### Introduzione
Auf dem Stillen Ozean ist an Bord des Vergnügungsdampfers „Caroline“ eine Revuetruppe unterwegs, die der farbige Illusionist und Jongleur Francisco Bosco leitet. In seinem „Tiefseelaboratorium“ stößt der ungeschlachte Meergott Poseidon im Techtelmechtel mit Mela Flips, seiner fischschwänzigen Geliebten, gegen den „Erdbebenhebel“. Damit löst er ein gewaltiges Seebeben aus. Eine am Meeresgrund verankerte Insel reißt sich los, wird zur „entsprungenen Insel“ und steigt, Mela mit sich fortreißend, an die Oberfläche auf. Im tosenden Meer erleidet die „Caroline“ Schiffbruch und strandet auf der Insel.

### 1. Akt
Bosco klettert singend an den Strand. Er wähnt sich zunächst als einzigen Überlebenden des Schiffbruchs und monologisiert – endlich der Schwiegermutter ledig – von einem „herrlichen Schiffsuntergang“. Doch Leontine, Boscos Schwiegermutter und Löwenbändigerin, hat ebenfalls überlebt. Nun finden sich weitere Mitglieder der Truppe wieder ein und planen sich in Korallenlauben häuslich einzurichten.
Enoch Moloch, ein Großkapitalist, fliegt mit seinem Gefolge ein. Er wittert ein Geschäft und wirft sich selbst zum Entdecker und folglich Herrn der Insel auf, indem er Boscos Vorrechte bestreitet. Angesichts der Übermacht geht dieser zum Schein auf das Vertragsangebot ein, hegt allerdings revanchistische Gedanken.
Caro, offensichtlich angetan von Mela, betritt ebenfalls die Bühne und beansprucht nun auch die Herrschaft über die Insel. Es herrscht ein Streit um die Vorherrschaft auf der Insel. Mela ergreift Partei für Caro, der zum Marionettenkönig gekürt werden soll. Bosco wird Direktor des von Moloch geplanten Luna Parks. Trotz aller Komplikationen und Streitigkeiten herrscht Moloch weiterhin.
Poseidon tritt verärgert auf und erblickt Moloch als seinen Kontrahenten im Streit um die Insel. Poseidons Machtansprüche werden allerdings von niemandem anerkannt.
Bosco bietet Poseidon an, mit Zaubertricks seine Insel zum Meeresgrund zurückzuholen und Mela wirft sich dem „Zauberer“ verliebt an den Hals. Moloch besitzt den einstmals Poseidon gehörenden „Putschableiter“, der ihm die absolute Macht über die Insel und dessen Bewohner verleiht. Poseidon ist damit gänzlich unzufrieden, unterwirft sich dann aber Moloch, welcher ihn demütigt.
Bosco und Mela verkünden ihre Verlobung. Daraufhin nutzt Poseidon diese Situation für sich, indem er Mela losschickt, ihm den „Putschableiter“ zu besorgen. Bosco jedoch bleibt als Geisel bei Poseidon.
Nini wird von Molochs Begleitern gesichtet und damit angekündigt.

### 2. Akt
In Poseidons Tiefseelaboratorium am Meeresgrund sitzen Poseidon und Leontine zusammen. Bosco erscheint in der Gestalt eines Tintenfisches. Poseidon wütet ohnmächtig, weil er den „Erdbebenhebel“ ohne den „Putschableiter“ nicht bewegen kann. Nini, die auch zur Varietétruppe gehört, tritt auf. Sofort herrscht Eifersucht unter den Damen und Feindseligkeiten werden ausgetauscht. Nini sucht Zuflucht bei Poseidon, da sie sich vor Moloch fürchtet.
Mela erscheint und berichtet von ihrem gescheiterten Versuch, Moloch mit ihren Reizen vom „Putschableiter“ abzulenken. Bosco, dessen Verlobte Mela von Poseidon weggeschickt wurde, um erneut zu versuchen an den „Putschableiter“ zu gelangen, ist verdrossen und möchte sich daraufhin mit den Seepferdchen vergnügen. Leontine wird von Poseidon losgeschickt, um in Erfahrung zu bringen, was auf der Insel geschieht. Während sie verschwindet, taucht eine Taucherglocke auf, aus der Caro steigt und Befehle von Moloch überbringt. Poseidon folgt diesen Befehlen ohne wirklichen Widerstand. Nini soll als „Hauptkriegsverbrecherin“ mit an die Oberfläche kommen. Außerdem wird Caros bevorstehende Krönung angekündigt.
Mela und Bosco haben aufgrund mangelnden gegenseitigen Vertrauens einen heftigen Streit. Mela übergibt Poseidon den „Putschableiter“, den sie Moloch unauffällig entwenden konnte. Da Mela ihre Aufgabe erfüllt hat, wird die Hochzeit geplant und Bosco darf sich zum Fetzenfisch verwandeln.
Leontine taucht auf der Hochzeit mit Bubikopf auf und wird daraufhin von allen Anwesenden herabgewürdigt.
Als Abschluss wird der Pakt bis in alle Ewigkeit besiegelt. Der „Erdbebenhebel“ wird feierlich in Bewegung gesetzt und man hört das Knirschen der Insel, doch es folgt keinerlei Reaktion. Die Bühnenarbeiter und der Regisseur protestieren, dass die Bühne nicht zerlegt werden soll. Man hört das höhnische Lachen Molochs und Poseidon droht Melan an, sie ihres Meereswesens zu berauben und zum Menschen zu machen, da sie sich hat täuschen lassen.

### 3. Akt
Am Strand der entsprungenen Insel laufen die Vorbereitungen für die Krönungszeremonie auf Hochtouren. Moloch kommt dazu und eröffnet Mela, dass er von der Verschwörung gegen sich und dem Auftrag, den „Putschableiter“ zu besorgen, wisse. Bosco tritt als Zeremonienmeister in die Szene und verliest vor Moloch die Gästeliste. Caro kündigt Schnesebeck an, erwähnt ihre Bekanntschaft allerdings nicht. Viele Gäste treffen auf dem Dampfer ein, woraufhin Moloch sich über den wirtschaftlichen Erfolg, den er erzielt, freut. General von Schnesebeck trifft ein und wird von Caro als alter Bekannter begrüßt. Schnell wird offensichtlich, dass Schnesebeck Moloch loswerden will und die Macht mithilfe von Caro an sich reißen will.
Die bestehenden Spannungen zwischen den Damen verschärfen sich mit der Frage, wer denn nun Caros Königin werde. Caro outet sich daraufhin als Polygamist, indem er bekannt gibt, sich Mela zur rechten Hand, Nini zur linken Hand und Leontine zur Hinterhand als Königin zu nehmen.
Während Caros Krönungszeremonie greift Schnesebeck mit seiner Batterie Moloch an. Dieser begreift seine Chancenlosigkeit, gibt Mela den „Putschableiter“ und flieht in seinem Flugzeug. Mela springt ins Wasser und betätigt den „Erdbebenhebel“. Schnesebeck, Caro, Leontine, Nini und all die Krönungsgäste ziehen sich auf den Dampfer zurück. Die Insel verschwindet wieder im Meer.

## Werkgeschichte
Eduard Erdmann und sein Freund Ernst Krenek schlossen 1924 mit ihrem Kompositionslehrer Arthur Schnabel eine Wette, sie könnten eine erfolgreiche Operette komponieren. Obwohl letzterer ihnen davon abriet, machten sie sich beide eifrig ans Werk. Erdmann tat sich dazu mit dem baltendeutschen Journalisten Gustav Specht zusammen. Nachdem Specht im Frühjahr 1925 bereits am Text gearbeitet hatte, trafen sich die beiden im Sommer zu einer ersten längeren Kooperation in Langballigau, wo Erdmann mit seiner Frau Irene ein Sommerhaus besaß. In Erdmanns dortigem Pavillon entstanden viele Liedtexte. Ebenfalls verewigte der befreundete Maler Hans Holtorf die Figuren der Operette an den Wänden des Pavillons, der seit 2013 unter Denkmalschutz steht. Im Frühjahr 1927 hatte Erdmann die Komposition der Operette fertiggestellt, Specht zögerte den Abschluss des Textbuches jedoch immer wieder hinaus. Als zudem Krenek das Textbuch scharf kritisierte, zog sich Erdmann im November 1927 aus dem Projekt zurück. Auch der Versuch von Irene Erdmann, eine überarbeitete Version einige Jahre später durch Ernst Krenek Musikverlagen zuzuleiten, scheiterte. Erst im Juni 2015 fand auf dem Flensburger Museumsberg unter der künstlerischen Leitung des Dirigenten und Pianisten Vladimir Stoupel eine erste konzertante Präsentation in Auszügen statt.

## Trivia
- Sowohl Kreneks Jonny (Operette „Jonny spielt auf“, 1927), als auch Erdmanns Bosco sind von Friedrich Hollaenders Jonny aus „Jonny, wenn du Geburtstag hast“ inspiriert.
- Seit 2018 beschäftigen sich die Freiwilligen der Jugendbauhütte Lübeck mit der Aufbereitung der in Vergessenheit geratenen Operette.